# Красная книга Ямало-Ненецкого автономного округа
Красная книга Ямало-Ненецкого автономного округа (2-е издание) — аннотированный список редких и находящихся под угрозой исчезновения животных, растений и грибов Ямало-Ненецкого автономного округа. Она была подготовлена к 80-летию образования Ямало-Ненецкого округа специалистами департамента по охране, воспроизводству и регулированию использования биоресурсов Ямало-Ненецкого автономного округа и учёными Института экологии, растения, животных Уральского отделения РАН.

## Издание
Первое издание Красной книги Ямало-Ненецкого автономного округа вышло в 1997 году. В неё были занесены 63 вида позвоночных животных, 43 вида насекомых, 33 вида растений, 15 видов грибов и 2 вида лишайников.
Второе издание Красной книги Ямало-Ненецкого автономного округа выпущено в 2010 году тиражом 500 экземпляров. Красная книга Ямало-Ненецкого автономного округа является официальным изданием, предназначенным как для специалистов, так и для широкого круга читателей.
В издании представлен список редких и находящихся под угрозой исчезновения животных, растений и грибов Ямало-Ненецкого автономного округа. Список содержит 139 видов животных и растений, подлежащих особой охране, в том числе 4 вида млекопитающих, 19 видов птиц, 1 вид рептилий, 4 вида амфибий, 4 вида рыб, 24 вида насекомых, 58 видов цветковых, 2 вида папоротникообразных, 1 вид плаунообразных, 9 видов моховидных, 5 видов лишайников, 8 видов грибов. В издание включено Приложение со списком 95 видов, которые являются объектами животного и растительного мира, не подпадающими под юрисдикцию Красной книги Ямало-Ненецкого автономного округа, но состояние которых в природной среде требует особого внимания.
Для каждого вида из основного списка приведены иллюстрации, карта распространения, определены статус и категория редкости, даны краткое описание, сведения о численности и необходимых мерах охраны.
В 2018 году перечень таксонов и популяций животных, растений и грибов, включённых в Красную книгу, был обновлён.

## Категории и статусы редкости
Для включения в Красную книгу используется следующая классификация объектов живой природы по редкости их таксонов и популяций.
| Категория | Статус                                  | Описание |
| --------- | --------------------------------------- | --- |
| 0         | Вероятно исчезнувшие                    | Таксоны и популяции, известные ранее на территории (или акватории) Ямало-Ненецкого автономного округа и нахождение которых в природе не подтверждено (для беспозвоночных — в последние 100 лет, для позвоночных — в последние 50 лет)                |
| 1         | Находящиеся под угрозой исчезновения    | Таксоны и популяции, численность особей которых уменьшилась до критического уровня таким образом, что в ближайшее время они могут исчезнуть |
| 2         | Сокращающиеся в численности             | Таксоны и популяции с неуклонно сокращающейся численностью, которые при дальнейшем воздействии факторов, снижающих численность, могут в короткие сроки попасть в исчезающие                                                                          |
| 3         | Редкие                                  | Таксоны и популяции, которые имеют малую численность и распространены на ограниченной территории (или акватории) или спорадически распространены на значительных территориях (или акваториях)                                                        |
| 4         | Неопределенные по статусу               | Таксоны и популяции, которые, вероятно, относятся к одной из предыдущих категорий, но достаточных сведений об их состоянии в природе в настоящее время нет, либо они не в полной мере соответствуют критериям всех остальных категорий               |
| 5         | Восстанавливаемые и восстанавливающиеся | Таксоны и популяции, численность и распространение которых под воздействием естественных причин или в результате принятых мер начали восстанавливаться и приближаются к состоянию, когда в срочных мерах охраны и воспроизводства нуждаться не будут |